# Пираты Пензанса
Пира́ты Пенза́нса, или Раб до́лга (англ. The Pirates of Penzance; or, The Slave of Duty) — комическая опера в двух действиях на музыку Артура Салливана и либретто Уильяма Гилберта.

## Постановки
Официальная премьера оперы состоялась 31 декабря 1879 году в Театре на 5-й авеню в Нью-Йорке. Дебют постановки в Лондоне 3 апреля 1880 года в театре «Опера-Комик», где с большим успехом было проведено 363 показа.
«Пираты» являются пятым совместным произведением Гилберта и Салливана. Опера ставилась в течение столетия компанией «D'Oyly Carte Opera Company» в Великобритании и прочими компаниями по всему миру.
По мотивам постановки было создано несколько обновленных версий, включая удостоенную премий «Тони» и «Драма Деск» версию Джозефа Паппа, созданную в 1981 году и показанную на Бродвее. Всего было 787 показов.

## Сюжет
Опера повествует о Фредерике, который, достигнув возраста 21 года, освобождается от ученичества у сердобольной команды пиратов. Он встречает Мейбл, дочку генерал-майора Стэнли, и они сразу влюбляются друг в друга. Однако, поскольку Фредерик родился 29 февраля, то, технически, его день рождения бывает только раз в четыре года, то есть в високосном году. Из этого выходит, что, считая по дням рождения, он пробыл у пиратов только 5 лет с четвертью и, следовательно, должен прослужить в команде 63 года. У связанного долгом Фредерика есть единственное утешение — Мейбл обещала дождаться его.

## Пародийность

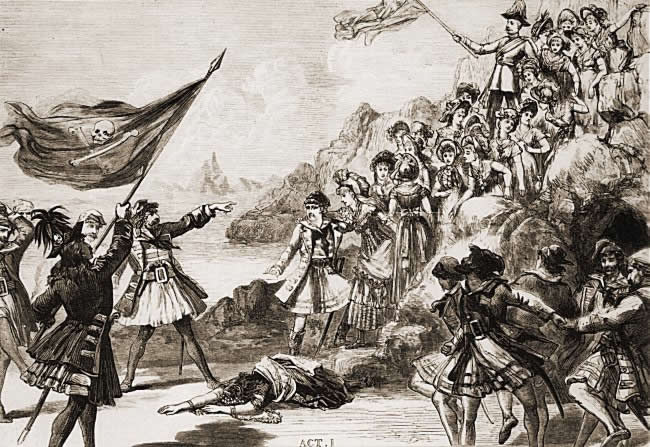
Рисунок финала первого действия

Как и все комические оперы Гилберта и Салливена, опера «Пираты» гротескна, пародийна и сатирична: в ней высмеиваются различные стороны английской жизни. Например, когда пиратский отряд, одержав победу над полицейскими, неожиданно им сдаётся, потому что полицейские потребовали капитуляции именем королевы, (а пираты, как они ни грешны, всё-таки любят свою королеву), — это сатира на викторианский ура-патриотизм. Когда полицейские хором поют: «Смело в бой! Вперед! Вперед!», но сами остаются на месте — это пародия на условности «большой оперы» (этакая английская «Вампука»). Генерал-майор, который «не выиграл ни одной баталии», но зато знает всё на свете — от микробиологии до парапсихологии, — это сатира на тогдашний обычай присваивать воинские звания за заслуги, весьма далекие от ратных подвигов, и в результате появлялись полковники и генералы, отродясь не видевшие поля боя:
Я отличу в поэзии эмали от камелии,

В балете я не спутаю идиллию с Коппелией,

Мне ведомо отличие Гомера от Горация,

Горация от Гроция и Гроция от грации;

Я понял соответствие параболы и фабулы,

Прочел я в библио́теке все в мире инкунабулы,

И в музыке такие мне способности дарованы, 

Что знаю я мелодии Моца́рта и Бетховена.

### Цитируемость
- В телевизионном сериале «Вавилон-5» в финале 9 серии 4 сезона Маркус Коул, с целью развлечь в пути Стивена Франклина исполняет песенку генерал-майора. Эта же тема используется в качестве эндинга эпизода.
- Также в сериале Star Trek: Short Treks, в 1 эпизоде 2 сезона Номер Первый исполняет Споку ту же самую песенку.
- Во 2 и 3 частях «Mass Effect» с «песенкой типичного саларианского ученого», основанной на «песенке генерал-майора» тесно связан образ Мордина Солуса.
- Музыкальные произведения из «Пиратов Пензанса» и других работ Гилберта и Салливана составляют основу репертуара «Радио Минитмен» в постапокалиптической видеоигре «Fallout 4»